# Тринідад і Тобаго на літніх Олімпійських іграх 2008
Тринідад і Тобаго брали участь у Літніх Олімпійських іграх 2008 року у Пекіні (Китай) ушістнадцяте за свою історію, і завоювали дві срібні медалі. Збірну країни представляло 28 спортсменів, у тому числі 11 жінок.

## Срібло
- Легка атлетика, чоловіки, 100 метрів — Річард Томпсон.
- Легка атлетика, чоловіки, 4х400 метрів, естафета — Кестон Бледмен, Марк Бернс, Еммануель Калландером і Річард Томпсон.